# Liste des médaillés du Championnat du monde amateur de bodybuilding
Le Championnat du monde amateur de bodybuilding est un événement sportif annuel organisé chaque année dans une différente ville par le monde. C'est un concours de musculation masculine organisé par la Fédération internationale de bodybuilding et fitness (IFBB) et organisé pour la première fois en 1959. Cet événement, anciennement connu sous le nom IFBB M. Univers, a changé de nom en 1976, pour éviter la confusion avec la NABBA M. Univers.

## Médaillés

### -60 kg
| Games         | Or                          | Argent                    | Bronze                             |
| ------------- | --------------------------- | ------------------------- | ---------------------------------- |
| 2001 Yangon   | Pham Van Mach Viêt Nam      | Aung Naing Birmanie       | Tun Tun Aung Birmanie              |
| 2005 Shanghaï | Cheng Quiang Chine          | Cho Wangbung Corée du Sud | Adam Cibula Slovaquie              |
| 2007 Jeju     | Cho Wangbung Corée du Sud   | Anwar el-Amawy Égypte     | Somkhit Sumethovetchakul Thaïlande |
| 2008 Manama   | Anwar el-Amawy Égypte       | Abbas Makki Bahreïn       | Cho Wang-Bung Corée du Sud         |
| 2009 Doha     | Park Kyeong-Mo Corée du Sud | Anwar el-Amawy Égypte     | Adam Cibula Slovaquie              |

### -65 kg
| Games             | Or                                   | Argent                                 | Bronze                         |
| ----------------- | ------------------------------------ | -------------------------------------- | ------------------------------ |
| 1983 Singapour    | Hermann Hoffend Allemagne de l'Ouest | Antonio Stella Italie                  | Alain Leroy Nouvelle-Calédonie |
| 1986 Tokyo        | Steve Brisbois Canada                | John Ruehlman États-Unis               | José Ballester Espagne         |
| 1987 Madrid       | Mohamed Lofty Égypte                 | José Ballester Espagne                 | Tevlik Ulusoglu Turquie        |
| 1988 Brisbane     | Tevlik Ulusoglu Turquie              | José Ballester Espagne                 | Flavioa Baccianini Italie      |
| 1989 Paris        | Anwar el-Amawy Égypte                | Mercura Claiborne États-Unis           | Mohamed Lofty Égypte           |
| 1990 Kuala Lumpur | Anwar el-Amawy Égypte                | Khalil el-Amin États-Unis              | Mohamed Abdel el-Aziz Égypte   |
| 1991 Katowice     | Anwar el-Amawy Égypte                | Mohamed Abdel el-Aziz Égypte           | Sergiy Otroch Union soviétique |
| 1992 Graz         | Pavel Grolmus Tchécoslovaquie        | Bang Woon-Heok Corée du Sud            | Mohamed el-Fasakhani Égypte    |
| 1993 Séoul        | Bang Woon-Heok Corée du Sud          | Mohamed Abdel el-Aziz Égypte           | Sergiy Otroch Ukraine          |
| 1994 Shanghai     | Sergiy Otroch Ukraine                | Anwar el-Amawy Égypte                  | Jesús Lizíano Espagne          |
| 1995 Agana        | Zentri Munir Malaisie                | Anwar el-Amawy Égypte                  | Mohamed Abdel el-Aziz Égypte   |
| 1996 Amman        | Anwar el-Amawy Égypte                | Aldo Fumagalli Italie                  | Mohamed Abdel el-Aziz Égypte   |
| 1997 Prague       | José Carlos dos Santos Brésil        | Anwar el-Amawy Égypte                  | Jesús Lizíano Espagne          |
| 1998 Izmir        | Anwar el-Amawy Égypte                | José Carlos dos Santos Brésil          |                                |
| 1999 Bratislava   | José Carlos dos Santos Brésil        | Anwar el-Amawy Égypte                  | Martin Ward États-Unis         |
| 2000 Malacca      | Sazali Samad Malaisie                | Pham Van Mach Viêt Nam                 | José Carlos dos Santos Brésil  |
| 2001 Rangoun      | José Carlos dos Santos Brésil        | Anwar el-Amawy Égypte                  | In Chai Corée du Sud           |
| 2002 Le Caire     | José Carlos dos Santos Brésil        | Anwar el-Amawy Égypte                  | Pham Van Mach Viêt Nam         |
| 2003 Bombay       | Anwar el-Amawy Égypte                | José Carlos dos Santos Brésil          | Sazali Samad Malaisie          |
| 2004 Moscou       | Sazali Samad Malaisie                | Anwar el-Amawy Égypte                  | José Carlos dos Santos Brésil  |
| 2005 Shanghai     | José Carlos dos Santos Brésil        | Sazali Samad Malaisie                  | Anwar el-Amawy Égypte          |
| 2006 Ostrava      | Sazali Samad Malaisie                | José Carlos dos Santos Brésil          | Anwar el-Amawy Égypte          |
| 2007 Jeju         | José Carlos dos Santos Brésil        | Song Jung-In Corée du Sud              | Nguyen van Lam Viêt Nam        |
| 2008 Manama       | Sattar al-Jawdah Irak                | Song Jung-In Corée du Sud              | Somsri Turinthaisong Thaïlande |
| 2009 Doha         | Amr Mohamed Nasr Égypte              | Prasanna Peiris Ihala Gamage Sri Lanka | Munguntsetseg Mongolie         |

### -70 kg
| Games             | Or                                   | Argent                               | Bronze                               |
| ----------------- | ------------------------------------ | ------------------------------------ | ------------------------------------ |
| 1979 Columbus     | Renato Bertagna Italie               | Heinz Sallmayer Autriche             | Moh Teck Hin Singapour               |
| 1980 Le Caire     | Heinz Sallmayer Autriche             | Ken Passariello États-Unis           | Raymond Beaulieu Canada              |
| 1981 Le Caire     | Ken Passariello États-Unis           | José Rabanal France                  | Fikret Hodzic Yougoslavie            |
| 1982 Bruges       | James Gaubert États-Unis             | Jean Leblanc Canada                  | Hermann Hoffend Allemagne de l'Ouest |
| 1983 Singapour    | Appie Steenbeck Pays-Bas             | Mike Piliotis Royaume-Uni            | Jesse Lujan États-Unis               |
| 1984 Las Vegas    | Wilfred Sylvester Royaume-Uni        | Hermann Hoffend Allemagne de l'Ouest | Esmat Sadek Égypte                   |
| 1985 Göteborg     | Hermann Hoffend Allemagne de l'Ouest | Joseph Dawson États-Unis             | Esmat Sadek Égypte                   |
| 1986 Tokyo        | Hermann Hoffend Allemagne de l'Ouest | Jose Guzman États-Unis               | Esmat Sadek Égypte                   |
| 1987 Madrid       | Mohamed Benaziza Algérie             | Juan-Carlos López Espagne            | Jose Guzman États-Unis               |
| 1988 Brisbane     | Juan Marquez États-Unis              | Park Young-Chul Corée du Sud         | Han Dong-Ki Corée du Sud             |
| 1989 Paris        | Van-Valcot Smith États-Unis          | Juan-Carlos López Espagne            | Han Dong-Ki Corée du Sud             |
| 1990 Kuala Lumpur | Joseph Dawson États-Unis             | Han Dong-Ki Corée du Sud             | Justin Jospitre France               |
| 1991 Katowice     | Jose Guzman États-Unis               | Justin Jospitre France               | Han Dong-Ki Corée du Sud             |
| 1992 Graz         | André Charette Canada                | Eduard Derzapf Allemagne             | Justin Jospitre France               |
| 1993 Séoul        | Han Dong-Ki Corée du Sud             | Eduard Derzapf Allemagne             | Ertugrul Gulcan Turquie              |
| 1994 Shanghai     | Justin Jospitre France               | Han Dong-Ki Corée du Sud             | Chris Faildo États-Unis              |
| 1995 Agana        | David Ford Royaume-Uni               | Chris Faildo États-Unis              | Han Dong-Ki Corée du Sud             |
| 1996 Amman        | Han Dong-Ki Corée du Sud             | Antonio Blasquez Espagne             | Toshiko Hirota Japon                 |
| 1997 Prague       | Steve Holland États-Unis             | Ahmed Abdel Salam Égypte             | Antonio Blasquez Espagne             |
| 1998 Izmir        | Han Dong-Ki Corée du Sud             | Mohsen Yazdani Iran                  |                                      |
| 1999 Bratislava   | Yazdani Mohsen Iran                  | Derek Farnsworth États-Unis          | Han Dong-Ki Corée du Sud             |
| 2000 Malacca      | Yossri Sayed Égypte                  | Yazdani Mohsen Iran                  | Igor Kocis Slovaquie                 |
| 2001 Rangoun      | Igor Kocis Slovaquie                 | Yossri Sayed Égypte                  | Han Dong-Ki Corée du Sud             |
| 2002 Le Caire     | Igor Kocis Slovaquie                 | Werner Zenk Allemagne                | Yassin el-Touchi Égypte              |
| 2003 Bombay       | Igor Kocis Slovaquie                 | Hristomir Hristov Bulgarie           | Werner Zenk Allemagne                |
| 2004 Moscou       | Hristomir Hristov Bulgarie           | Corrado Maggiore Italie              | Oleg Melgunov Russie                 |
| 2005 Shanghai     | Igor Kocis Slovaquie                 | Kamil Majek Pologne                  | Saman Sarabi Iran                    |
| 2006 Ostrava      | Corrado Maggiore Italie              | Richard Riedl Slovaquie              | Shameen Adams Afrique du Sud         |
| 2007 Jeju         | Sazali Abdul Samad Malaisie          | Patrick Ostolani Allemagne           | Richard Riedl Slovaquie              |
| 2008 Manama       | Sazali Abdul Samad Malaisie          | José Carlos dos Santos Brésil        | Richard Riedl Slovaquie              |
| 2009 Doha         | Mohamed Osman Égypte                 | Vyacheslav Makogon Ukraine           | Kim Hyung-Chan Corée du Sud          |

### -75 kg
| Games           | Or                               | Argent                        | Bronze                       |
| --------------- | -------------------------------- | ----------------------------- | ---------------------------- |
| 1994 Shanghai   | Eduard Derzapf Allemagne         | Oleg Chur Ukraine             | Piero Luigi Tola Italie      |
| 1995 Agana      | Stefan Orosz Tchéquie            | Piero Luigi Tola Italie       | Jaroslav Horvath Slovaquie   |
| 1996 Amman      | Ertugrul Gulcan Turquie          | Kim Jun-ho Corée du Sud       | François Pitarch France      |
| 1997 Prague     | Kim Jun-ho Corée du Sud          | Rene Zimmermann Suisse        | Hakan Gumus Turquie          |
| 1998 Izmir      | Ertugrul Gulcan Turquie          |                               |                              |
| 1999 Bratislava | Tagir Fakhrudinov Azerbaïdjan    | Peter Gal Hongrie             | Kim Myung-Sub Corée du Sud   |
| 2000 Malacca    | Dan Pechanex Tchéquie            | Tagir Fakhrudinov Azerbaïdjan | Andreas Becker Allemagne     |
| 2001 Rangoun    | Tagir Fakhrudinov Azerbaïdjan    | Zaw Thein Naing Birmanie      | Kim Myung-Sub Corée du Sud   |
| 2002 Le Caire   | Eduard Derzapf Allemagne         | Pavlos Mentis Grèce           | Andrej Mozolani Slovaquie    |
| 2003 Bombay     | Baitollah Abbaspour Iran         | Alexandr Klier Tchéquie       | Andrej Mozolani Slovaquie    |
| 2004 Moscou     | Tagir Fakhrutdinov Russie        | Mikhail Vorobiyev Russie      | Hynek Neuzil Tchéquie        |
| 2005 Shanghai   | Andrej Mozolani Slovaquie        | Corrado Maggiore Italie       | Baitollah Abbaspour Iran     |
| 2006 Ostrava    | Youssry Sayed Égypte             | Kamil Majek Pologne           | Igor Losev Russie            |
| 2007 Jeju       | Corrado Maggiore Italie          | Mahmoud el-Fadaly Russie      | Soon Boo-Chang Corée du Sud  |
| 2008 Manama     | Ismaeel Ali Husain Jasim Bahreïn | Igor Kocis Slovaquie          | Shameen Adams Afrique du Sud |
| 2009 Doha       | Ismaeel Ali Husain Jasim Bahreïn | Igor Kocis Slovaquie          | Sheriff el-Shiwy Égypte      |